# Paias Wingti
Paias Wingti, född 1951, var regeringschef i Papua Nya Guinea 21 november 1985 – 4 juli 1988 och 17 juli 1992 – 30 augusti 1994; sedan 13 augusti 2002 är han guvernör i Western Highlands, en post som han även innehade augusti 1995 – juli 1997.